# Gelijkenis van de schapen en de bokken

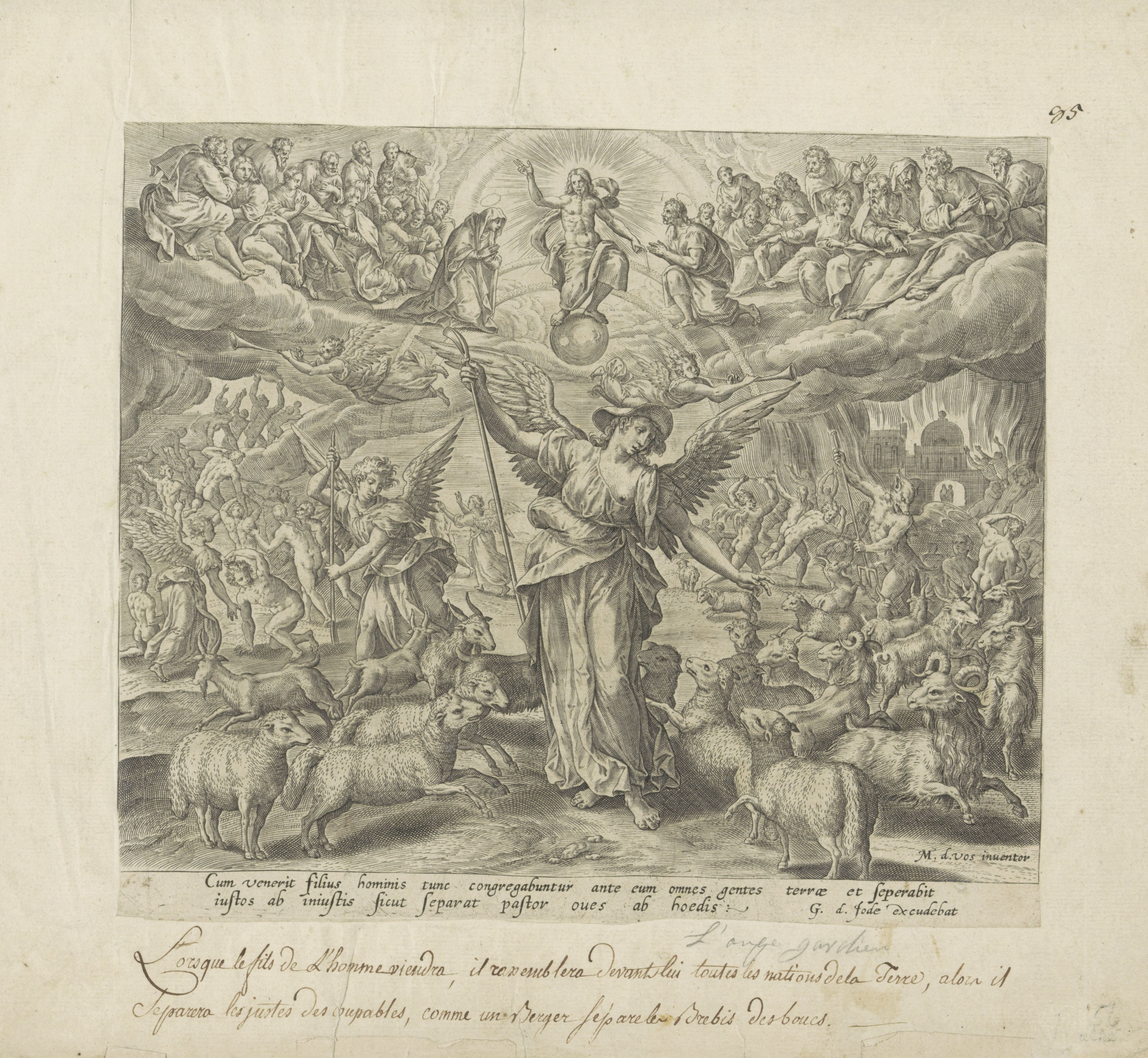
Scheiden van de schapen en de bokken

De gelijkenis van de schapen en de bokken is een parabel in het Nieuwe Testament. Het verhaal werd verteld door Jezus, staat in Matteüs 25:31–46 en maakt onderdeel uit van Jezus' eschatologische redevoering in Matteüs 24 en 25 over de komst van de Mensenzoon.

## Inhoud
Als de Mensenzoon terugkomt, zal hij alle volken bij elkaar brengen en hen aan zijn linker- en rechterhand zetten, zoals een herder de schapen van de bokken scheidt. De schapen zet hij rechts van zich, de bokken links. Daarna zegt de koning tegen de groep rechts:
Jullie zijn door mijn Vader gezegend, kom en neem deel aan het koninkrijk dat al sinds de grondvesting van de wereld voor jullie bestemd is. Want Ik had honger en jullie gaven Mij te eten, Ik had dorst en jullie gaven Mij te drinken. Ik was een  vreemdeling en jullie namen Mij op, Ik was naakt en jullie kleedden Mij. Ik was ziek en jullie bezochten Mij, Ik zat gevangen en jullie kwamen naar Mij toe.
Op de vraag wanneer zij hem in dergelijke omstandigheden hadden gezien, zei de koning dat wat men voor andere mensen doet, men uiteindelijk voor hem doet:
Ik verzeker jullie: alles wat jullie gedaan hebben voor een van de geringsten van mijn broeders of zusters, dat hebben jullie voor Mij gedaan.
Degenen aan de linkerzijde stuurde hij aansluitend "naar het eeuwige vuur dat bestemd is voor de duivel en zijn engelen", omdat zij hem in erbarmelijke omstandigheden niet hebben geholpen. Op de vraag wanneer zij hem dan in dergelijke omstandigheden hebben gezien, antwoordde hij dat zij deze geringste mensen in zijn plaats hadden moeten helpen, maar dat niet hebben gedaan. Daarom wacht hen eeuwige bestraffing terwijl degenen die dat wel hebben gedaan eeuwig leven wacht.

## Interpretatie
De metafoor van God als rechter die rechtspreekt over schapen en bokken is ontleend aan Ezechiël 34:17-22. Net als Ezechiël maakt Matteüs gebruik van beeldelementen die veel worden gebruikt in de Bijbel. De 'koning' beeldt God af, de 'schapen' en 'bokken' de leden van Gods volk. Het scheiden van de dieren is het werk van een herder die de dieren, die overdag samen weiden, 's avonds van elkaar scheidt. De bokken moeten naar binnen, omdat zij meer warmte nodig hebben dan schapen. De schapen, met hun witte vacht, staan symbool voor de rechtvaardigen. De bokken, die in Palestina een zwartbruine of zwarte vacht hebben, staan symbool voor slechte mensen.
In de christelijke traditie wordt de Mensenzoon met Jezus gelijkgesteld. Met 'geringsten' en 'broeders en zusters' worden op andere plaatsen in Matteüs de leerlingen van Jezus aangeduid, degenen die zijn leer volgen (bijvoorbeeld Matteüs 10:42; 12:49-50). Daarom worden deze vaak geïnterpreteerd als christenen in het algemeen of bijvoorbeeld missionarissen, vooral die vervolgd worden. Deze beperking is in het licht van Jezus' gebruik van deze term niet waarschijnlijk, want hij paste deze zelfs toe op vijanden (bijvoorbeeld Matteüs 5:43-48).

## Spreekwoord
Het spreekwoord "de schapen van de bokken scheiden" is afgeleid van deze gelijkenis. Het betekent onderscheid maken tussen slechte en goede personen of zaken.